# Les Betteraves
Les Betteraves est un groupe de rock français, originaire de Paris. Actifs entre 1999 et 2003, ils ont à leur actif deux albums et quelques EP. 

## Biographie
Le groupe est formé en 1999, et se compose à l'origine de copains de lycée. Leur notoriété grandit grâce à de nombreux concerts dans toute la France, où ils se produisent parfois déguisés. Le groupe publie son premier EP auto-produit, intitulé Les skarottes sont cuites.
En mars 2002, Les Betteraves publient leur premier album studio, intitulé Beaucoup de bruit pour (presque) rien..., au label Créon Music. L'album est suivi la même année par un single deux titres intitulé Un couscous pour Jean-Marie. Encore la même année, ils effectuent un split intitulé Le punk est mort / Dans un jardin avec le groupe La Raïa. En plein apogée de la gloire, le groupe décide de faire un concert d'adieu enregistré le 27 janvier 2003 et de se dissoudre.
La popularité du groupe continue de s'accroître même après sa disparition, notamment grâce à leurs chansons humoristiques disponibles sur les réseaux peer-to-peer et sur leur site officiel. Les Betteraves ont beaucoup travaillé avec La Raïa. Après l'arrêt des Betteraves, Till (Meuh) et Étienne (Kojack) fondent Guerilla Poubelle, avec Jokoko, qui dessinait les visuels des Betteraves.
Le site du groupe été hébergé à l'adresse http://betteraves.propagande.org. Avec la fin du groupe le site a disparu mais a été archivé par Internet Archive.

## Discographie
- 2002 : Beaucoup de bruit pour (presque) rien...
- 2002 : Un couscous pour Jean-Marie (single deux titres)
- 2002 : Le punk est mort / Dans un jardin (split avec La Raïa)
- 2003 : Pour en finir
- 2003 : Blackmarket EP
- 2003 : Vide-ordures et Sabordage

## Membres

### Derniers membres
- Till (Meuh) - chant, guitare (1999-2003)
- Kojack - basse (2001-2003)
- Maël (Nounours) - batterie (1999-2003)

### Anciens membres
- Eponge - guitare (2000-2002)
- Bluj' - guitare (2002, tournée Farenheit)
- Hamster - basse (1999-2001)
- Mr. PouetPouet - trompette (1999-2000)
- Keud - chant
- Manu - chant